# Leptolalax kajangensis
Espèce
Statut de conservation UICN

 VU D2 : Vulnérable
Leptolalax kajangensis est une espèce d'amphibiens de la famille des Megophryidae.

## Répartition
Cette espèce est endémique de l'île de Tioman au Pahang en Malaisie. Elle se rencontre sur le Gunung Kajang, à environ 1 000 m d'altitude.

## Description
L'holotype de Leptolalax kajangensis mesure 34 mm. Son dos est noir avec des petites taches colorées assez peu visibles. Sa face ventrale est gris sale avec de petites taches grises.

## Étymologie
Son nom d'espèce, composé de kajang et du suffixe latin -ensis, « qui vit dans, qui habite », lui a été donné en référence au lieu de sa découverte, le Gunung Kajang.

## Publication originale
- Grismer, Grismer & Youmans, 2004 : A New Species of Leptolalax (Anura: Megophryidae) from Pulau Tioman, West Malaysia. Asiatic Herpetological Research, vol. 10, p. 8-11 (texte intégral).